# Nguyễn Phúc Miên Kháp
Nguyễn Phúc Miên Kháp (chữ Hán: 阮福綿㝓; 5 tháng 10 năm 1828 – 14 tháng 7 năm 1893), tước phong Tuy An Quận công (綏安郡公), là một hoàng tử con vua Minh Mạng nhà Nguyễn trong lịch sử Việt Nam.
Nhiều nguồn tài liệu viết tên ông là Cáp hoặc Hợp, do đọc theo âm chữ [合] ở dưới bộ Miên (宀).

## Tiểu sử
Hoàng tử Miên Kháp sinh ngày 27 tháng 8 (âm lịch) năm Mậu Tý (1828), là con trai thứ 41 của vua Minh Mạng, mẹ là Ngũ giai Lệ tần Nguyễn Thị Thúy Trúc. Ông là người con thứ ba của bà Lệ tần. Khi còn là hoàng tử, ông là người có học hạnh.
Năm Minh Mạng thứ 21 (1840), vua phong cho ông làm An Nhân Quận công (安仁郡公). Cùng năm đó, vua cho đúc các con thú bằng vàng để ban thưởng cho các hoàng thân anh em, các hoàng tử công và hoàng tử chưa được phong tước. Quận công Miên Kháp được ban cho một con hải mã bằng vàng nặng 6 lạng 1 đồng cân.
Năm Thiệu Trị thứ 2 (1842), vua cải phong cho hoàng đệ Miên Kháp làm Tuy An Quận công (綏安郡公), vì chữ Nhân là thụy hiệu của vua Minh Mạng.
Năm Đồng Khánh thứ 3 (1887), nhân dịp quận công Miên Kháp thọ 60 tuổi, vua sai Quảng Hoá Quận công Miên Uyển đem đến phủ ông các phẩm hạng gồm 1 đồng kim tiền, 3 đồng ngân tiền, 1 tấm sa toàn tơ hàng Trung Hoa, 1 tấm nhiễu hoa, 1 tấm sa cống có hoa hàng Nam và 1 tấm nhiễu mộc.
Năm Thành Thái thứ 5 (1893), Quý Tỵ, ngày 2 tháng 6 (âm lịch), quận công Miên Kháp mất, thọ 66 tuổi, thụy là Cung Lượng (恭亮). Phủ thờ của ông ngày nay tọa lạc tại phường Gia Hội, Huế; tẩm mộ của ông được táng ngay trong khuôn viên phủ thờ.
Quận công Miên Kháp có 10 con trai và 15 con gái. Ông được ban cho bộ Phương (方) để đặt tên cho các con cháu trong phòng.